# Parti pour l'indépendance nationale d'Azerbaïdjan
Le Parti pour l'indépendance nationale d'Azerbaïdjan (Azərbaycan Milli İstiqlal Partiyası) est un parti politique azéri, membre de l'Union démocrate internationale.